# Petraia
Petraia è una frazione del comune di Poggio a Caiano dal quale dista 1,86 chilometri.
Il piccolo borgo sorge sulla cima di una collina, posta tra Poggio a Caiano, Poggetto e Seano.